# Użyki (Białoruś)
Użyki (biał. Вужыкі, Wużyki; ros. Ужики, Użyki) – wieś na Białorusi, w obwodzie brzeskim, w rejonie kamienieckim, w sielsowiecie Wołczyn.

## Historia
W XIX i w początkach XX w. położone były w Rosji, w guberni grodzieńskiej, w powiecie brzeskim, w gminie Wołczyn.
W dwudziestoleciu międzywojennym leżały w Polsce, w województwie poleskim, w powiecie brzeskim, w gminie Wołczyn. W 1921 miejscowość liczyła 196 mieszkańców, zamieszkałych w 39 budynkach, w tym 187 Białorusinów, 4 Polaków, 3 Żydów i 2 Rusinów. 192 mieszkańców było wyznania prawosławnego, 3 mojżeszowego i 1 rzymskokatolickiego.
Po II wojnie światowej w granicach Związku Sowieckiego. Od 1991 w niepodległej Białorusi.